# The King of the Turf
The King of the Turf è un film muto del 1926 diretto da James P. Hogan e considerato un film perduto.

## Trama
Il colonnello Richard Fairfax, un gentiluomo del sud che si occupa di cavalli, viene accusato di appropriazione indebita, incastrato dalla falsa testimonianza di Martyn Selsby, il suo socio. Fairfax finisce in carcere ma potrebbe uscirne perché Selsby, in punto di morte, lascia una confessione dove ritratta le sue accuse. Sua moglie, però, per paura dello scandalo, nasconde il documento in cassaforte, non facendone parola con nessuno.
Quando Fairfax esce dopo aver scontato la condanna, è accompagnato da quattro amici: sono John Doe Smith, Red Kelly, Soup Conley e Dude Morlanti, i suoi compagni di galera. Tom, il figlio di Selsby, infatuato di Kate, la figlia di Fairfax, si offre di consegnare la confessione di suo padre se potrà sposare la ragazza. Il colonnello, aiutato dai suoi compagni, riesce a recuperare il documento, riabilitando il suo nome. Tornato nel mondo delle corse, Fairfax vince un'importante gara, mentre Kate si fidanza con John Doe.

## Produzione
Il film fu prodotto dalla Film Booking Offices of America (FBO).

## Distribuzione
Il copyright del film, richiesto dalla R-C Pictures Corp., fu registrato il 28 febbraio 1926 con il numero LP22428.
Distribuito dalla Film Booking Offices of America (FBO), il film uscì nelle sale cinematografiche statunitensi il 28 febbraio 1926. La Gaumont British Distributors lo distribuì in Gran Bretagna il 17 febbraio 1927.
Non si conoscono copie ancora esistenti della pellicola che viene considerata presumibilmente perduta.